# Povijest Rumunjske
Ovaj članak govori o povijesti Rumunjske.

## Pretpovijesno razdoblje
Kontinuitet naseljenosti na području Rumunjske može se pratiti od kamenog doba. Poznate su neolitičke kulture Ariusd i Cucuteni, te brončanodobne Coslogeni i Noua

## Stari vijek
U starome vijeku današnje područje Rumunjske bilo je znano pod imenom Dacija. Naseljavala su je tračka plemena Dačana i Geta. Oni su se od 4. do 2. st. pr. Kr. sukobljavali s Makedoncima, Skitima, Keltima, Germanima i Grcima. Dačane su u sljedeća dva stoljeća ujedinili kraljevi Burebista i Decebal. To su kraljevstvo u 2. stoljeću osvojili Rimljani pod vodstvom cara Trajana (za kojeg je carstvo postiglo najveći opseg) i pretvorili je u rimsku provinciju. Provedena je romanizacija stanovništva i doseljavanje stanovništva. Prihvaćen je latinski jezik i rimski običaji. U ovom periodu izgrađene su brojne ceste i ostala infra-struktura. 270. poslije Krista rimski je car Aurelijan pod pritiskom Gota donio odluku o povlačenju kolonista i rimske vojske. No unatoč tome dio je rimskih građana odlučio ostati.

## Srednji vijek
Sljedećih nekoliko stoljeća Rumunjska je napadana od strane Huna, Avara, Slavena i Bugara, Mađara, Pečenega i Kumana. Krajem 10. stoljeća počinju se oblikovati tri rumunjska vojvodstva. Kršćanstvo se rumunjskim područjem počelo širiti za vrijeme bugarske i bizantske vladavine. Početkom 11. stoljeća Mađari su okupirali Transilvaniju. U vrijeme crkvenog raskola 1054. stanovništvo današnje Rumunjske bilo je sklono više istočnim utjecajima pa se priklonilo pravoslavlju. U 13. stoljeću Bela IV. u Transilvaniju doseljava Sase kako bi ojačao dominaciju Hrvatsko-ugarskog kraljevstva. Brojno je stanovništvo protjerano, a ono je kasnije organiziralo vojvodstva Vlaške i Moldavije. Vlaška je do 1417. bila pod hrvatsko-ugarskom okupacijom.

## Rani novi vijek
1526. Vlaška pada pod osmanlijsku vlast. Uprava, religija i teritorij nisu se mijenjali u tom razdoblju jer je Vlaška imala vazalski odnos. Krajem 16. i početkom 17. vlaški knez Mihail Hrabri, jedan od najvećih rumunjskih junaka, pokušao je ujediniti sve rumunjske pokrajine, no povijesne prilike nisu mu to dopustile i nakon njegove smrti 1601. državu su brzo raskomadale velike sile. Nakon toga nastupa mračno razdoblje jer su Rumunjima vladali «hospodari» okrutni vlastelini grčkog porijekla iz okolice Konstantinopola. Ovo razdoblje karakteriziraju i masovni zbjegovi i pomori od gladi.
Moldavijom su prvo vladali Poljaci, a zatim Mađari da bi to područje u 15. st. potpalo pod Osmansku vlast. Iz ovog perioda značajna je ličnost Stjepan III. Moldavski (Stjepan Veliki). On je vladao od 1457. do 1479. i u tom je razdoblju odlučnom borbom protiv Osmanlija osigurao nezavisnost, ali traženu pomoć od susjednih zemalja nije dobio pa je i njegova država propala njegovom smrću, a Moldavija slijedi sudbinu Vlaške.
U 18. stoljeću Rusi se proglašavaju zaštitnicima svih pravoslavaca na Balkanu i Rumunji se priklanjaju Rusima.

## Devetnaesto stoljeće
1812. Bukureštanskim ugovorom Rusi pripajaju Besarabiju. 1821. Tudor Vladimirescu, rumunjski časnik u ruskoj vojsci potaknuo je nacionalni revolt protiv Osmanlija. Okrutni vlastelini zamijenjeni su domaćom vlastelom. 1829. Rusi dobivaju protektorat nad Vlaškom i Moldavijom. Nametnut je novi ustav sličan ruskom pa su domaći plemići dobili ogromne ovlasti.
Tijekom 19. st. Pokret za ujedinjenjem je postajao sve jači, no 1859. Pariškim mirom okončan je Krimski rat pa su Moldavija i Vlaška nastavile davati danak Turcima. 1857. vijeća Moldavije i Vlaške odlučile su se za zajedničko ime: Rumunjska, za autonomiju i za postavljanje princa. Alexandru Ion Cuza izabran je za princa 1859. 1862. zemlje su se ujedinile. 1864. donesen je novi ustav, a ukinuto je i kmetstvo. Reformistički stavovi Alexandra su stajali gubitka vlasti i za novog je princa postavljen Nijemac Karlo I. On je imao pravo veta i vladao je do 1914.
Rumunjska je gospodarski napredovala, ali su političke slobode ostale male. Konačno je 1877. Rumunjska proglasila nezavisnost, što joj je i međunarodno priznato 1878. na Berlinskom kongresu. godine. Time je okončana gotovo 500 godina duga dominacija Osmanlijskog carstva. Rusija je ponovno pripojila Besarabiju, ali Rumunjskoj je dodijeljena Dobrudža, dotada sastavni dio Bugarskog carstva. 1881. Karlo I. se okrunio za kralja.

## Dvadeseto stoljeće

### Balkanski ratovi
U Balkanskim ratovima Rumunjska je zajedno s ostalim balkanskim državama ratovala protiv Osmanlijskog carstva u prvom i Bugarske u drugom ratu, u kojem je anektirala Južnu Dobrudžu. 1914. umro je Karlo I., a naslijedio ga je nećak Ferdinand I.

### Prvi svjetski rat
Nakon izbijanja Prvi svjetski rat Rumunjska je proglasila neutralnost. Međutim veliki dio teritorija na kojem su živjeli Rumunji ostao je pri ujedinjenju uklopljen u teritorije drugih država. Tako je, kako bi povratila teritorij, 1916. Rumunjska ušla u rat na strani sila Antante.

### Međuratno razdoblje
Kako je iz prvog svjetskog rata izišla kao pobjednik, Rumunjska je od Austro-Ugarska Monarhije dobila Bukovinu, Transilvaniju, dio Banata te još neka područja u sastavu Mađarske. Od Rusije je dobila Besarabiju. Iako su Rumunji u tim područjima činili većinu, ta područja su uglavnom bila multietnička a prijašnje stanovništvo, napose Mađari nisu se htjeli odreći određenih privilegija. Rumunjska je gotovo udvostručila površinu i broj stanovnika, što je utjecalo da dotad etnički homogena država postane multietnička iako su Rumunji i dalje činili veliku većinu. Stanje je rezultiralo raznim trzavicama između manjina i rumunjske većine. Rumunjska je između dva rata bila velika zemlja s parlamentarnim sustavom. Provedena je agrarna reforma što je povoljno utjecalo na razvoj zemlje. 1927. umro je Ferdinand I., a na njegovo mjesto umjesto regenta Karla dolazi njegov sin Mihajlo.
1929. Rumunjsku zahvaća Velika gospodarska kriza što dovodi do velike nezaposlenosti i još većih nemira. To sve dovodi do jačanja fašističkih organizacija od kojih je najveća Željezna garda. Na prijestolje se 1930. vraća Karlo koji je okrunjen kao Karlo II. Rumunjska polako sve više dolazi pod utjecaj Njemačke i Italije. Uskoro se postrožuju zakoni, javlja se cenzura i Rumunjska se iz parlamentarne monarhije pretvara u fašističku diktaturu. 1938. kralju su dane diktatorske ovlasti. 1939. nakon potpisivanja pakta o nenapadanju između SSSR-a i Njemačke Besarabija i sjeverna Bukovina pripojene su Sovjetskom Savezu, a dio Transilvanije Mađarskoj. Južni dio Dobrudže pripojen je Bugarskoj. Pribojavajući se pobune, kralj je ovlasti predao generalu Ioanu Antonescuu. Ovaj se proglasio premijerom i potpomognut Željeznom gardom 1940. postavio je ponovno Mihajla za kralja. Uskoro se proglasio predsjednikom države i predsjednikom vijeća ministara.

### Drugi svjetski rat
1941. Rumunjska je slijedila napad Njemačke na Sovjetski Savez i vratila Besarabiju i dio Bukovine. Nakon toga objavila je rat SAD-u i Ujedinjenom kraljevstvu. Rumunjska kao da se natjecala s Bugarskom i Mađarskom tko će poslati više vojnika za pomoć Nijemcima. Uskoro je okupirala dijelove Ukrajine, ali je pretrpjela velike gubitke u bitci za Staljingrad 1943. Ruska vojska 1944. ulazi u Rumunjsku i ponovno joj oduzima Besarabiju dok se dio okupirane Ukrajine oko grada Odese još uvijek nalazio pod rumunjskom okupacijom. 2. travnja 1944. Rumunjska prelazi na stranu saveznika. Antonescu je razvlašćen i uhićen, te mu je suđeno za ratne zločine nakon čega je 1946. pogubljen.

### Pojava, uspon i pad socijalizma u Rumunjskoj

#### Počeci socijalizma (sovjetizacija)
Prisutnost sovjetskih snaga uzrokovala je postavljanje lijevo orijentirane vlade pod vodstvom Petrua Groze u ožujku 1945. Mirovnim ugovorom Rumunjskoj je vraćen dio Transilvanije, a oduzeti su joj Besarabija i sjeverna Bukovina. Rumunjska je vojna sila ograničena i zajamčeno je poštovanje ljudskih prava. 30. prosinca 1947. monarhija je ukinuta, a kralj je bio prisiljen abdicirati. Proglašena je Narodna Republika Rumunjska na čelu s komunističkom partijom. Sustav je organiziran na sovjetski način. 1949. su SAD i UK dva puta opominjali Rumunjsku da krši ljudska prava, a time i mirovni sporazum. 1950. to je učinila i organizacija Ujedinjenih naroda. 1952. na vlast je došao Gheorghe Gheorghiu-Dej (inače vođa partije od 1945.). Donesen je novi ustav koji je, kao i onaj iz 1965., napravljen prema sovjetskom uzoru.

#### «Nezavisni» režim
Nakon Staljinove smrti 1953. Rumunjska se polako udaljava od SSSR-a. Nova je rumunjska vlast počela razvijati vlastitu inačicu socijalizma. U pedesetima je provedena nacionalizacija, zemlja se počela i industrijalizirati, što je dovelo i do urbanizacije. Provedena je i elektrifikacija. Kolektivizacija je provedena u razdoblju od 1949. – 1962. tako da je sva obradiva površina proglašena javnim dobrom, no poljoprivrednicima je bilo ostavljano nešto malo zemlje za osobnu uporabu. Rumunjska je u pedesetim sudjelovala u svim organizacijama sovjetskog bloka, a od šezdesetih Rumunjska sama kreira vanjsku politiku. 1965. na vlast je došao Nicolae Ceausescu. Industrijski rast Rumunjske procjenjuje se na oko 12% što je skoro najviše u Istočnom bloku.

#### Ceausescu - sposoban vanjski političar i brutalan diktator
1965. Rumunjska je dobila novi ustav. Iako je bio sličan onom sovjetskom Rumunjska se njime udaljila od SSSR-a. Razvoj Rumunjske nastavljen je do sedamdesetih godina. Potres 1970., brojne poplave, teška industrija koja je sve više zagađivala okoliš kao i sve brutalniji odnos prema stanovništvu, uzrokovali su smanjenje rasta industrijske proizvodnje kao i popularnosti vlasti. Rast rumunjskog gospodarstva održivim je spašavala strana politika. Ceausescu je varirao između tada već posvađanih Kine i SSSR-a te Zapada. Posjetio je Kinu, nije se uplitao u sovjetske diplomatske i vojne pohode te je nekoliko puta posjetio SAD.
Rumunjsku je 1969. posjetio američki predsjednik Nixon, a 1976. Brežnjev, vođa SSSR-a. Razni gospodarski sporazumi potpisani su s organizacijom EFTA, EEZ (preteća EU), SSSR-om,  SAD-om, Izraelom, Egiptom, Kinom, Istočnom Njemačkom, Jugoslavijom, Mađarskom i Bugarskom. 1976. potpisan je i desetogodišnji ugovor sa SAD-om. Dobri odnosi sa SAD-om nastavljeni su i danas. Rumunjska je jedan od najvećih političkih saveznika SAD-a. Rumunjska je bila i promatrač u Pokretu nesvrstanih i član MMF-a te Svjetske banke.

#### Pad režima i politička previranja u devedesetima
Osamdesete su bile početak kraja socijalizma. Ceausescu je potrošio skoro sve rezerve Rumunjske kako bi platio strani dug. To je dovelo do nestašica benzina i hrane. Stanje u ionako već siromašnoj Rumunjskoj postalo je neizdrživo. Režim je i dalje gušio građanske slobode, kao i bilo kakvo političko suprotstavljanje. Zemlja je bila izolirana iako je režim pokušavao to prekriti vanjskom politikom. Uskoro je režim pokušao brojnim (mahom suludim) potezima spasiti državu, no to nije išlo. Propadanje socijalizma u Europi imalo je utjecaja i u Rumunjskoj.
U prosincu 1989. velike su demonstracije u Temišvaru ugušene u krvi (1160 mrtvih, 3352 ranjena) što je rezultiralo masovnim negodovanjem i iniciralo prosvjede po cijeloj zemlji. Vlast je na demonstracije odgovorila slanjem vojske na narod, ali vojska je ubrzo prešla na stranu pobunjenika i počela napadati provladine snage. Od 16. do 22. prosinca 1989. u brojnim okršajima stradalo je mnogo ljudi, ali okrutni režim je zbačen. Ceausescu (koji je oko cijele svoje obitelji stvorio kult ličnosti) je sa suprugom Ellenom pobjegao iz Bukurešta. Međutim, isti su dan uhićeni i u kratkom suđenju proglašeni krivim. Smaknuti su 25. prosinca 1989.

## Suvremena Rumunjska
Ion Iliescu postao je novi predsjednik, a nova je vlast uhićivala i progonila suradnike bivšega režima. U svibnju 1990. održani su prvi slobodni izbori. Za predsjednika je izabran gore spomenuti Iliescu, a njegova stranka Nacionalni Front Spasenja (koja se uglavnom sastojala od bivših komunista) pobijedila je na izborima. No demokratski izbori nisu pomogli smanjenju napetosti. U prosincu 1991. donesen je novi ustav, prihvaćen referendumom. U rujnu i listopadu su održani novi izbori gdje se vlast samo potvrdila. 1993. vladajuća stranka mjenja ime u Socijaldemokratska partija Rumunjske. Tijekom 1994. i desne stranke dobivaju neke funkcije u vladi. Kroz sve ovo vrijeme jak je sukob na etničkoj razini između Rumunja i Mađara te Rumunja i Roma. Stanje je bilo pogoršano i potresom koji je zahvatio Bukurešt 1990. Deseci tisuća Roma emigrirali su tijekom 1991. Odnosi Rumunjske s Mađarskom bili su zategnuti. 1993. prava su manjina bila povećana, a 1994. u Rumunjskoj se održavala konferencija o nacionalnim manjinama, no u lipnju 1995. prava su manjina smanjena. 1996. napokon je sklopljen dogovor o prijateljstvu između Rumunjske i Mađarske koji je napokon regulirao prava Mađara u Rumunjskoj. Izbori su u studenom 1996.  bili prvi s mirnom promjenom vlasti; umjesto dotadašnje došla je na vlast koalicija, a novi predsjednik i premijer su bili Emil Constantinescu i Victor Ciorbea (popularni gradonačelnik Bukurešta). Uskoro su provedene i brojne gospodarske reforme uz pomoć MMF-a. Tijekom 1997. još su sređeni i odnosi s Ukrajinom oko nekih teritorijalnih razmirica te je zemlju posjetio i mađarski predsjednik. Kralju Mihajlu iste je godine dozvoljen povratak u zemlju.
Rumunjska je 2004. godine pristupila Sjevernoatlantskom savezu, a 2007. postala je članica Europske unije.